# Valbert de Luxeuil
Pour les articles homonymes, voir Saint Valbert et Gaubert.
Valbert, Walbert, Waldebert, en langage populaire Vaubert ou Gaubert, est un moine chrétien, né vers 595 et mort le 2 mai 670. Disciple de saint Colomban, il succéde à saint Eustache et devient vers 629 le troisième abbé de Luxeuil en Franche-Comté.
Canonisé, il est fêté le 2 mai.

## Biographie
La vie de Valbert est partiellement connue par la biographie rédigée par le moine luxovien Adson de Montier-en-Der, au Xe siècle.
Il naît dans une riche famille noble franque près de Meaux, en Brie vers 595, sans doute à Vinantes. Son père Hagnéric, un seigneur franc appartenant au peuple des Sicambres, est comte de Ponthieu et vicomte de Meaux.
Après avoir suivi la carrière des armes, il décide de se dépouiller de tous ses biens et se présente, vers 620, à Eustache de Luxeuil, second abbé de Luxeuil et successeur du moine irlandais Colomban de Luxeuil, lui annonçant qu'il souhaite fuir le monde et consacrer sa vie au service de Dieu.
Préférant la vie solitaire à celle de la communauté du monastère, et avec l'accord d'Eustache, il se retire dans une grotte en forêt, dans la vallée de la Rôge, à proximité d’une source (commune actuelle de Saint-Valbert). Il y vit plusieurs années dans la méditation et la prière. Cette période est toutefois coupée par une mission qu'il effectue pour aider Cagnoald et sa sœur sainte Fare à créer l'actuelle abbaye de Faremoutiers.
Vers 629, alors qu'il est retourné à sa grotte en forêt, les moines de Luxeuil, qui connaissent ses qualités morales et intellectuelles, viennent le chercher pour lui demander de remplacer saint Eustache, qui vient de mourir, à la tête du monastère ; ce qu'il fera pendant les quarante années suivantes.
Sous son administration, au cours de laquelle il adjoint à la règle de saint Colomban celle de saint Benoît, la communauté se développe et essaime : plus de trente monastères sont créés, et à sa mort, le 2 mai 670, l'abbaye de Luxeuil à elle seule compte 600 moines environ.
Sa dépouille aurait été ensevelie par saint Miguet, évêque de Besançon, dans la crypte de l'église Saint-Martin de Luxeuil-les-Bains. Ce tombeau devient un important lieu de pèlerinage, la renommée de Valbert supplantant celle de Colomban, son prédécesseur, qui lui n'était pas mort à Luxeuil mais en Italie. La présence de ses reliques permet la préservation de l'église en 731, lors de la destruction de l'abbaye par les Sarrasins ; elle permet aussi la sauvegarde du lectionnaire de Luxeuil, un précieux manuscrit du début du VIIIe siècle, conservé à la Bibliothèque nationale de France.
L'ermitage de Saint-Valbert devient lui aussi un lieu de pèlerinage populaire. Ruiné au XXe siècle, puis rétabli par l'Association des amis de saint Colomban à partir de 1960, il se visite et constitue un des rares vestiges de cette époque dans l'Est de la France.

## Ermitage de Saint-Valbert

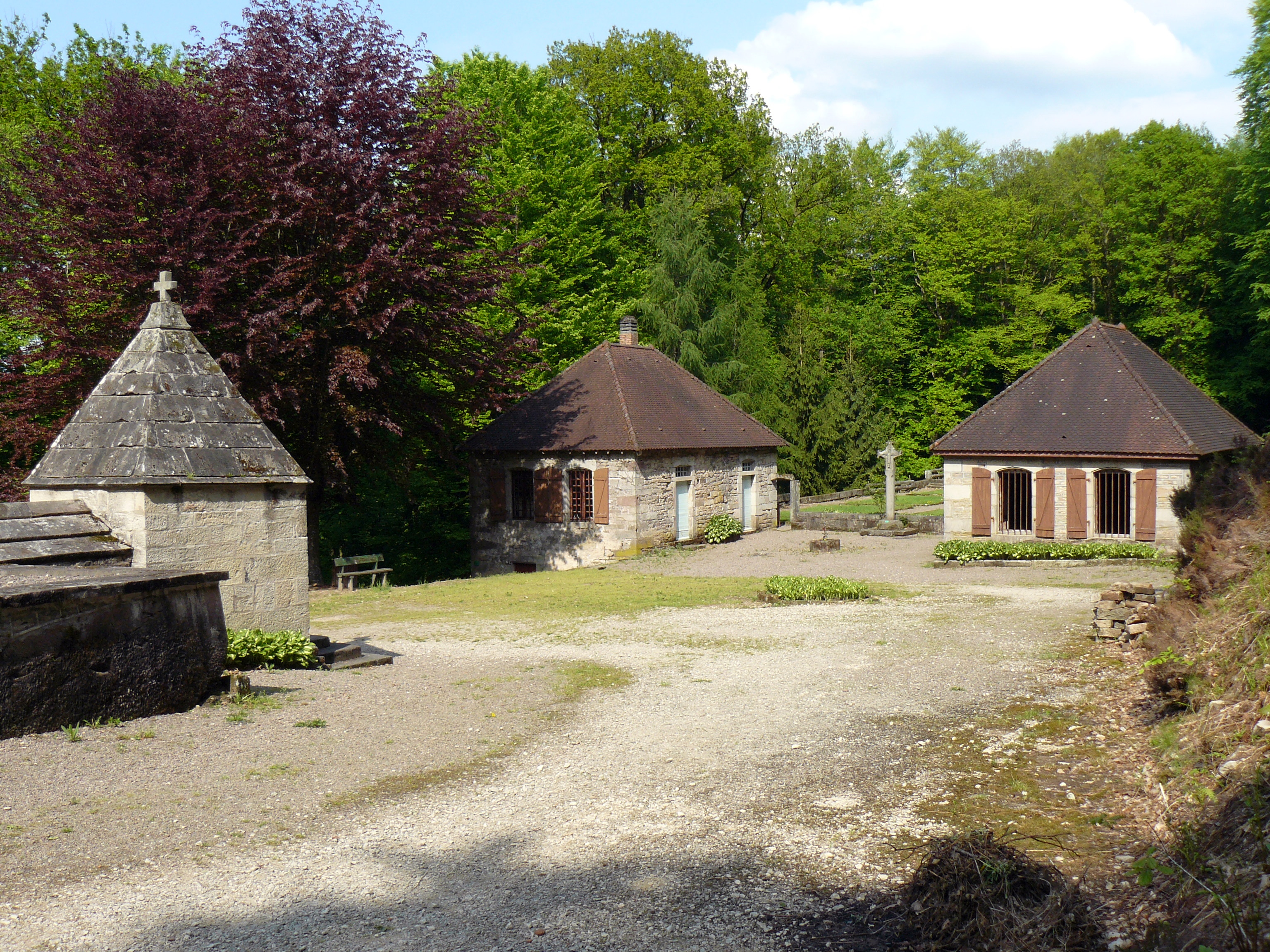
Le site (l'entrée de la grotte est à gauche).
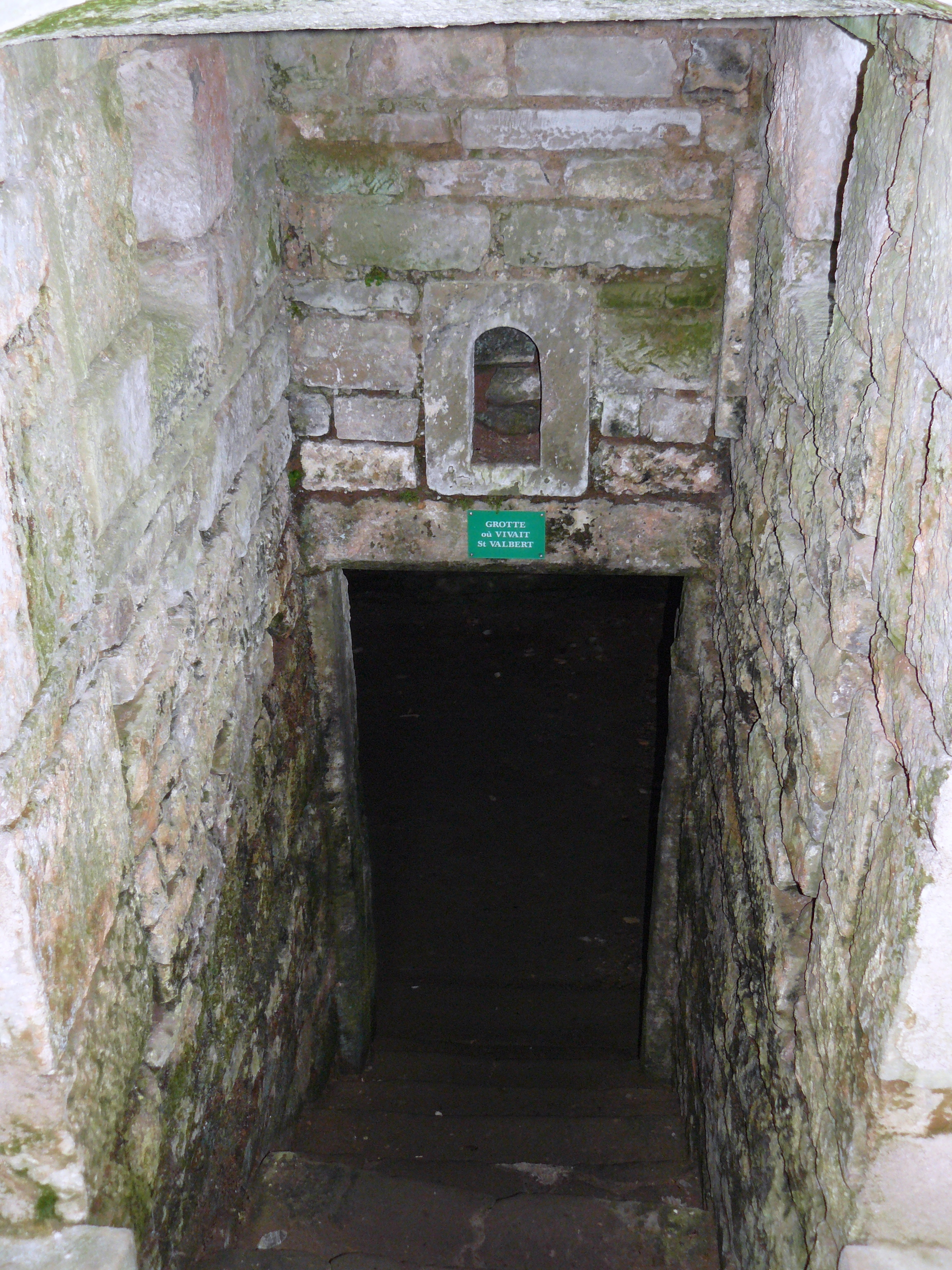
Entrée de la grotte de saint Valbert.
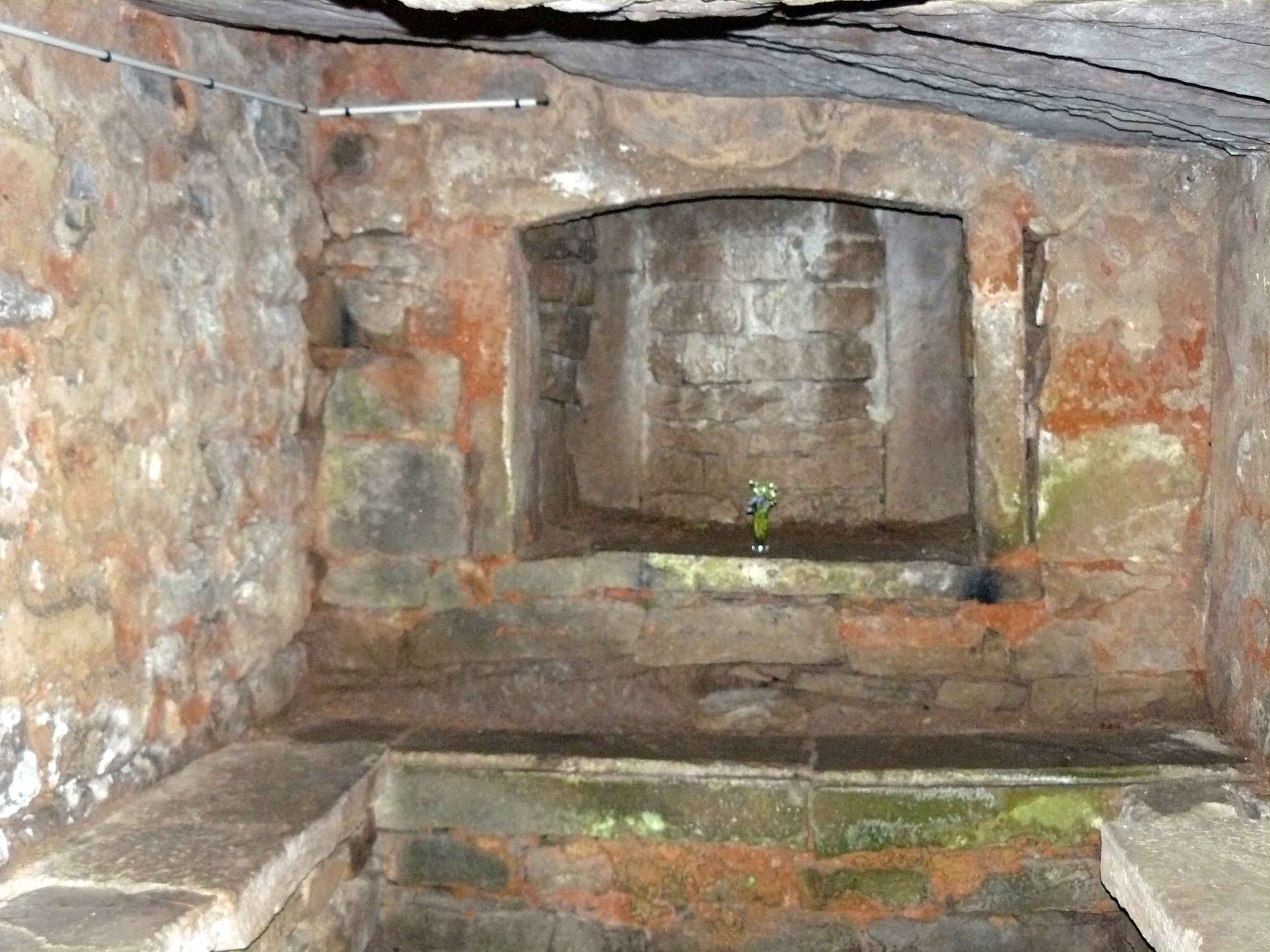
Intérieur de la grotte de saint Valbert.